# 情報回遊TV うるとらマンボウ
『情報回遊TV うるとらマンボウ』（じょうほうかいゆうテレビ うるとらマンボウ）は、1992年10月から2001年3月29日（前身番組期間含む）まで九州朝日放送（KBCテレビ）で月曜 - 木曜 9:55 - 10:45に放送されていた情報番組。

## 概要
スタートから1995年3月までは『情報回遊TV 天神マンボウ』というタイトルで、九州朝日放送のみで放送されるローカル番組だった。1995年4月から『情報回遊TV うるとらマンボウ』と改題し、ネット局を九州・山口のANN加盟局に広げた。
番組テーマソングには、1999年9月までデイト・オブ・バースの「1969」を使用していた。
番組のオープニングで沢田アナが、芸能ネタなどについて一言コメントを言うのが恒例となっていた。
朝のレギュラー放送のほか、一時期総集編という形の関連番組『うるとらマンボウ増刊号』が深夜の時間帯に放送されていた。その内容は、番組本編の過去のVTRの再放送と、本編出演者の沢田幸二と和田安生によるものまね合戦であった。
番組の終了後、この枠は『アサデス。』の10時台『アサデス。九州・山口』→『アサデス。7』の放送に使われており、四半世紀以上にわたるブロックネット番組となっている。

## 出演者

### メイン司会
| 期間      | 期間      | 男性                | 女性     |
| --------- | --------- | ------------------- | -------- |
| 1992.10.5 | 1999.9.30 | 沢田幸二 宮崎たかし | 上野敏子 |
| 1999.10.4 | 2001.3.29 | 信川竜太            | 阿曽孝子 |

### レギュラー・準レギュラー
- おすぎ - 仕事の少なかった時期にこの番組の出演依頼を受け、これがきっかけで現在に至るまで福岡でのレギュラーを持っている。
- 和田安生（当時KBCアナウンサー）
- 深町健二郎 - 信川時代の準レギュラー。上野・沢田時代には同局の深夜番組『ドォーモ』のメインMCも務めていた。
- 高橋慶彦（当時KBCプロ野球解説者）

その他リポーター多数。